# Cyrtarachne pallida
Cyrtarachne pallida är en spindelart som beskrevs av O. Pickard-Cambridge 1885. Cyrtarachne pallida ingår i släktet Cyrtarachne och familjen hjulspindlar. Inga underarter finns listade i Catalogue of Life.